# Wieża Świętej Marii

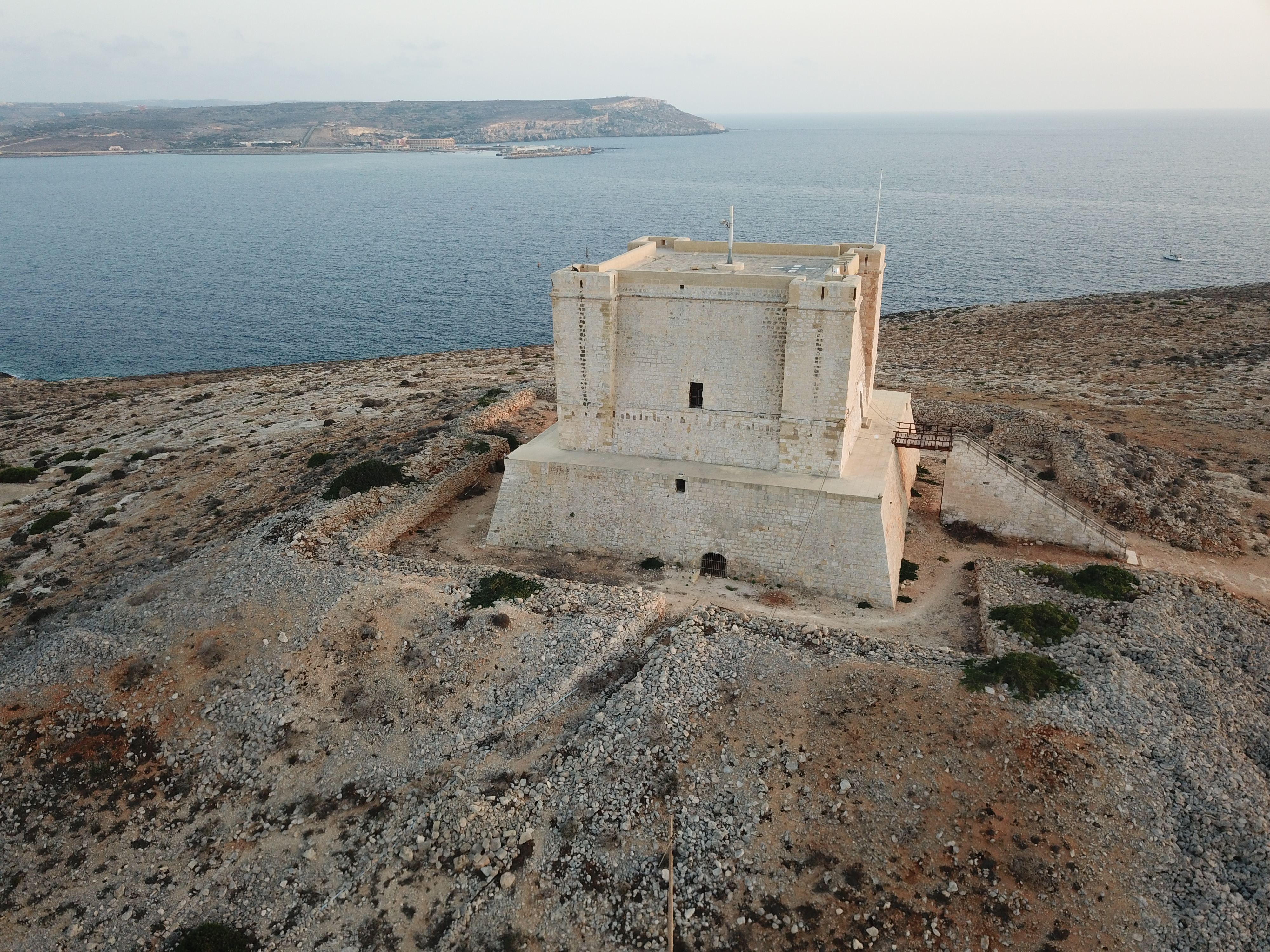
Wieża w 2017 roku

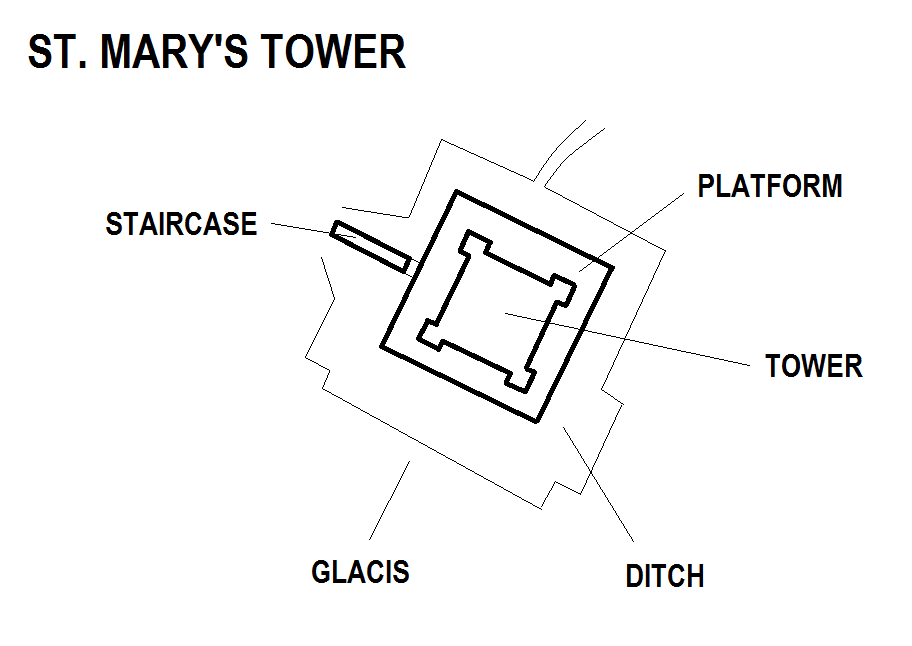
Mapa wieży

Wieża Świętej Marii (Santa Marija Tower) – jedna z umocnionych kamiennych wież obserwacyjnych zbudowana za czasów wielkiego mistrza Kawalerów maltańskich Alofa de Wignacourta w latach 1601-1622 na wyspie Comino. Każda z wież znajduje się w zasięgu wzroku z sąsiedniej, a wszystkie służyły jako wieże komunikacyjne pomiędzy Gozo i Wielkim Portem, oprócz funkcji obserwacyjno-ostrzegawczych przed piratami.
Wieża Św. Marii jest usytuowana na południowym brzegu wyspy Comino. Została zbudowana w roku 1618. Należy do systemu fortyfikacji zapewniających obronę i komunikację pomiędzy wyspami Malta i Gozo. Wieża zbudowana jest na planie kwadratu z czterema wieżami wystającymi lekko poza obrys podstawy. Wieża ma wysokość około 12 metrów i usytuowana jest na podstawie (fundamencie) wysokim na 8 metrów ponad poziom gruntu. Do wejścia, które znajduje się u podstawy wieży (około 8 m) prowadzą kamienne schody, oddzielone od wieży około 3-metrową przerwą, wsparty był na nich ruchomy most, który w chwili zagrożenia był usuwany. Mury wieży mają około 6 metrów grubości. Wieża dodatkowo otoczona była rowem (ditch) oraz stokiem obronnym (glacis), których pozostałości są widoczne do dziś. W okresie władzy brytyjskiej prawdopodobnie używano jej także jako szpitala i stajni.
W 1829 roku została opuszczona przez armię brytyjską i przekazana władzom cywilnym. W okresie obu wojen światowych była używana jako punkt obserwacyjny oraz miejsce stacjonowania niewielkich oddziałów. W 1982 roku ponownie została przekazana wojsku - tym razem maltańskiemu (Maltańskim Siłom Powietrznym) − jako garnizon i punkt obserwacyjny do walki z przemytem i nielegalnym połowem ryb.
Obecnie wieża jest administrowana przez Din l-Art Ħelwa National Trust of Malta, które odrestaurowało obiekt w latach 2002-2004. Została wpisana na listę National Inventory of the Cultural Property of the Maltese Islands pod numerem 00031.